# Ауди Спорт

Ауди Спорт доо (раније Кватро доо) је приватни огранак у потпуном власништву немачког произвођача аутомобила Ауди АГ, који је члан Фолксваген групације.

## Историјски развој
Још од оснивања 1983. године тадашњи Кватро доо, са својим седиштем у немачком граду Некарсулм у чијој је близи и град Штутгарт, Немачка покрајина Баден-Виртемберг, производио је аутомобиле вискоих тркачих перформанси и креирао решења за имплементацију високо-технолошких концепата у ауто индустрији. Назив компаније проистекао је из Аудијевог оригиналног рели-инспирисаног аутомобила са погоном на сва четири точка – Ауди Кватро. У 2016.ој години, компанија је преименована у Ауди Спорт доо, примарни задатак остао је исти, развој и производња спортских модела Ауди линије, као што су Ауди R8 и RS модели, као и задужење за развој у области ауто трка, где Ауди Спорт представља Ауди R8 LMS.
Ауди Спорт доо огранак је удвостручио продају у односу на претходних пет година, у наредних 18 месеци, Ауди Спорт доо има у плану да на тржиште избаци нових осам модела, који би требало да учврсте положај компаније на тржишту. Број специјализованих Ауди Спорт трговаца би требало да се увећа са садашњих 370 на 600 до краја 2017. године, наводе у овом огранку компаније. У годишњем извештају за 2016.ту годину, Ауди је навео да је остварен рекордан број продатих возила, тачније 1,871 милион што представља раст за 3,8% у односу на претходну годину.Ауди Спорт доо тренутно има око 1,200 запослених у фабрикама које су лоциране у Некарсулм-у и Инголштат-у.
Огранак Ауди Спорт доо такође бележи пораст броја продатих возила и по први пут пребацује цифру од 20,000 продатих возила, тачније продато је 20,200 аутомобила из породице R и RS, са невероватним порастом од 18% у односу на 2015.ту годину, најпрестижнији модел R8 продат је у 2,890 примерака и забележио је највећи процентуални раст продаје од чак 31,8%.
На конференцију за штампу у Женеви у оквиру сајма аутомобила, генерални директор Ауди Спорт доо, Стефен Винкелман, који је на тој функцији од 15. марта 2016. године, изјављује да је 2016.та година била најуспешнија бизнис година овог огранка Ауди АГ, што у финансијском смислу што у спортским резултатима. Ауди Спорт доо је на мото тркама са својим Audi R8 LMS моделом, освојио 24 титуле, победио на укупно 85 трка и 100 пута се нашао на подијуму. Такође наводи да су по први пут у историји направили аутомобил за мото-трке из RS колекције намењен тржишту, Ауди RS 3 LMS, као и да је комплетна прва производња за 2017. годину продата.
Производни програм Ауди Спорт доо тренутно обухвата следеће моделе аутомобила:
- Ауди RS 3 Sedan
- Ауди RS Q3, Audi RS Q3 performance
- Ауди RS 6 Avant, Audi RS 6 Avant performance
- Ауди RS 7 Sportback, Audi RS 7 Sportback performance
- Ауди TT RS Coupé, Audi TT RS Roadster
- Ауди R8 Coupé, Audi R8 Spyder
- Ауди S8 plus

## Ауди Спорт доо - области пословања
Ауди Спорт доо поред дизајнирања и производње аутомобила високих пероформанси (Ауди RS и R8), омогућава и муштеријама висок ниво кастомизације возила, тј. креирања возила по жељи купца, овај програм је познат под именом "Ауди ексклузив". Такође, Ауди Спорт доо дизајнира производе који употпуњују животни стил њихових купаца, од Ауди мотивисаних делова гардеробе, преко спортских торби, плишаних играчки све до урбаних сатова.

### Ауди RS модели
Скраћеница RS на немачком језику означава "РенСпорт", преведено на наш језик "тркачки спорт", у RS моделима аутомобила налази најмоћнија верзија мотора у односу на исте моделе из других Ауди серија ("S" или "А"), имају импресивне аеродинамичке перформансе, намењени су за свакодневну употребу, такође краси их и кватро ознака тј. погон на сва четири точка. Праве се у ограниченим количинама и по наруџбини купца, искључиво код одређених тј. лиценцираних продаваца ове линије Ауди аутомобила, главне карактеристике ове серије су: велики бензински мотори са турбо пуњачима, велика запремина мотора, агресиван и аеродинамичан дизајн, високе перформансе, постизање великих брзина за веома кратко време, спортска кожна седишта, спортски кожни волани са RS ознаком равни при дну, RS амблен на предњој маски као и на задњем делу аута. Фокус ове линије модела је креирање најпрестижнијих и најбржих модела Ауди АГ колекције. Тренутно најјачи модел из RS породице је Audi RS 7 Sportback performance, овај модел опремљен је са 4.0 TFSI V8 бензинским мотором, са невероватних 605 коњских снага, развија брзину до 305 km/ч, од 0-100 км/ч стиже за невероватних 3.6 секунди, и ако далеко већи и тежи успешно парира тркачким брендовима попут Ламборгинија, Ферарија и Бугатија. Почетна цена овог модела без додатне опреме креће се око 129,000 америчких долара.

### Ауди R8 модели
Ауди R8 је врхунац ове производне линије. Прва генерација овог модела појавила се на тржишту 2007 године са иновативним концептом: мотор на средини возила, лагана конструкција звана Ауди Спејс Фрејм технологија и погон на сва четири точка. Настао је тако што је њихова тркачка варијанта R8 LMS пребачена на улице у виду новог модела R8.

#### Ауди Ле Манш кватро(LMS) (2003)
Ауди Ле Манш кватро је купе плаве боје, са предњим кривама на карусерији са Ауди ТТ модела, 20-инчним фелнама, V10 FSI мотором са два турбо пуњача са 602 коњске снаге и 750 њутн/метара, једноделна маска на хладњаку, алуминијско спортско вешање, тамним ентеријером, шасијом од алуминијума и карбон влакана, унутрашњост од алуминијума, гуме и коже.
Овај ауто откривен је 2003. године на сајму аутомобила у Франкфурту.

#### Ауди R8 Coupé и Ауди R8 Spyder
Разлика између ова два модела је наравно у каросерији, овај други је кабриолет/ роадстер, такође за купе постоји и јача варијанта мотора у виду v10 плус мотора са 605 коњских снага и 560 њутн/ метара обртним моментом.
У стандардним верзијама оба модела долазе са 5.2 FSI литарским v10 бензинским мотором који се такође налази у Ламборгини моделу Хјурикејн, овај мотор располаже са 540 коњских снага и обртним моментом од 540 њутн/метара, погоном на сва четири точка, седмостепеним "С-Троник" мењачем, двоје врата, два спортска седишта, мотором на средини аутомобила који може да се види кроз стакло, каросерија је алуминијумска прожета карбон вланкнима како би ауто био што лакши а да притом изгледа што атрактивније.
Почетна цена купе-а са обичним v10 мотором је 162.900 америчких долара, док је за плус варијанту потребно издвојити минималних 189.000 долара, цена може ићи само ка горе у зависности колико и коју додатну опрему изаберете, потребно је напоменути да код плус модела осим јачег мотора купац добија и Ауди керамичке кочнице које имају много већу зауставну силу.
За кабриолет/ роадстер у основој варијанти потребно је издвојити 175,000 америчких долара, код овог модела не постоји јачи мотор у виду плус варијанте.

##### Спецификација
| Модели                                   | R8 Coupé 5.2 FSI quattro      | R8 Spyder 5.2 FSI quattro     | R8 Coupé 5.2 FSI quattro (V10 Plus) |       |       |       |       |       |       |       |       |
| Мотор                                    | Мотор                         | Мотор                         | Мотор                               | Мотор | Мотор | Мотор | Мотор | Мотор | Мотор | Мотор | Мотор |
| ---------------------------------------- | ----------------------------- | ----------------------------- | ----------------------------------- | ----- | ----- | ----- | ----- | ----- | ----- | ----- | ----- |
| Запремина мотора                         | 5204cc V10                    | 5204cc V10                    | 5204cc V10                          |       |       |       |       |       |       |       |       |
| Снага мотора @ број обртаја по минути    | 540 PS (397 kW; 533 bhp)@8250 | 540 PS (397 kW; 533 bhp)@8250 | 610 PS (449 kW; 602 bhp)@8250       |       |       |       |       |       |       |       |       |
| Обртни моменат @ број обртаја по минути  | 540 N⋅m (398 lb⋅ft)@6500      | 540 N⋅m (398 lb⋅ft)@6500      | 560 N⋅m (413 lb⋅ft)@6500            |       |       |       |       |       |       |       |       |
| Емисија угљен-диоксида                   | 272 г/км                      | 277 г/км                      | 287 г/км                            |       |       |       |       |       |       |       |       |
| Време за које аутомобил постиже 100 км/ч |                               |                               |                                     |       |       |       |       |       |       |       |       |
| 0 to 100 km/h (62 mph) (секунди)         | 3.5                           | 3.6                           | 3.2                                 |       |       |       |       |       |       |       |       |
| Максимална брзина (км/ч)                 | 198 mph (319 km/h)            | 197 mph (317 km/h)            | 205 mph (330 km/h)                  |       |       |       |       |       |       |       |       |
| Тежина                                   |                               |                               |                                     |       |       |       |       |       |       |       |       |
| Тежина (кг)                              | 1.595 kg (3.516,37 lb)        | 1.720 kg (3.791,95 lb)        | 1.555 kg (3.428,19 lb)              |       |       |       |       |       |       |       |       |

- Ауди R8 V10
- Ауди R8 V10
- Ауди R8 V10 Spyder

#### Производња и продаја R8 модела
Да би се произвео један R8 модел у Ауди Спорт доо, потребно је да седамдесет радника ручно уклопи 5,000 различитих делова. Фабрика у Некарсулм-у, дневно произведе између осам и петнаест оваквих модела, до максималних 29. Деведесет пет ласера врши инспекцију комплетног возила у временском оквиру од пет секунди како би установило да се сва мерења милиметарски поклапају са програмским планом.
| Година      | 2005 | 2006 | 2007  | 2008  | 2009  | 2010  | 2011  | 2012  | 2013  | 2014  | 2015 | 2016  | Укупно |
| Произведено | 6    | 164  | 4,125 | 5,656 | 2,101 | 3,485 | 3,551 | 2,241 | 2,500 | 2,221 | 2074 | 3,688 | 31,812 |

### Ауди Ексклузив
Ауди Ексклузив програм омогућава купцима да сами дизајнирају унутрашњост свог Ауди модела приликом наручивања. Ауди Екслкузив програм нуди комбиновање 16 варијанти коже са 7 варијација најквалитетнијег доступног дрвета како би се креирала уникатна унутрашњост аутомобила, комбинација се може искористити на седишта, држаче, ручке врата, наслон за руку, волан, лајсне итд.
Ауди Ексклузив програм обухвата и спољашност аутомобила, тако да аутомобил можете офарбати у неку од боја као што су: дејтона сива, нардо сива, мамба црна, солар наранџаста, нимбус сива, ногаро плава, боје са перла(бисерним) ефектима итд.
Програм омогућава и одабир специјално дизајнираних фелни, такође програм је доступан само на одређеним моделима Ауди возила, потребно је просечно 8 недеља да се свака замисао купца кроз Ауди Ексклузив програм испуни.
Уколико је ауто био део Ауди Ексклузив програма добија специјалне металне беџеве који се лепе у унутрашњости аутомобила а на којима је изгравирано "Ауди Ексклузив".

### Ауди стил живота
Ауди Спорт доо дизајнира и продаје Ауди мотивисане производе намењене свакодневници, производе је могуће купити путем њихове онлајн продавнице, све што је неопходно је регистрација купца, производ се убацује у корпу, плаћате онлајн и производ стиже на вашу адресу. У продавници су достпуни разни производи, од комплетног асортимана одеће, делова за аутомобил, додатака за аутомобиле, бицикала, сатова, торби, привезака кључева па све до лоптица за голф, наравно сви ови производи имају утиснута четири прстена на себи - Ауди лого.